# Landgericht Schönberg
Das Landgericht Schönberg war von 1822 bis 1826 ein Landgericht in der Provinz Starkenburg des Großherzogtums Hessen mit Sitz in Schönberg.

## Geschichte

### Gründung
Ab 1821 trennte das Großherzogtum Hessen auch auf unterer Ebene Rechtsprechung und Verwaltung, die bisher gemeinsam in Ämtern wahrgenommen worden waren. 
Für die Verwaltung wurden Landratsbezirke geschaffen, die erstinstanzliche Rechtsprechung Landgerichten übertragen. Bei dieser Verwaltungsreform konnte der Staat zunächst ausschließlich die Gerichtsbarkeit im Großherzogtum neu regeln, über die er uneingeschränkt verfügte. Die Gebiete, in denen die staatliche Souveränität entsprechend weit reichte, wurden als Dominiallande bezeichnet. In den Gebieten, in denen Standesherren und anderer Adel weiterhin eigene Gerichtshoheit ausübten, den Souveränitätslanden, musste der Staat zunächst mit jedem der einzelnen Gerichtsherren vertragliche Vereinbarungen treffen, um die von diesen bis dahin ausgeübte Gerichtshoheit in die staatliche Rechtsprechung eingliedern zu können. Das zog sich für den Bereich des Landgerichts Schönberg bis 1822 hin, als der Staat entsprechende Vereinbarungen mit dem Grafen von Erbach-Schönberg schließen konnte. In der Folge wurde das Landgericht Schönberg eingerichtet, der Teil der Amtsgeschäfte, die die Verwaltung betrafen wurde dem Landratsbezirk Lindenfels zugeordnet.

### Bezirk
Der Bezirk des Landgerichts Schönberg umfasste:
| Gemeinde    | Herkunft      | Zugang | Abgang | Nach              |
| ----------- | ------------- | ------ | ------ | ----------------- |
| Elmshausen  | Amt Schönberg | 1822   | 1826   | Landgericht Fürth |
| Gadernheim  | Amt Schönberg | 1822   | 1826   | Landgericht Fürth |
| Gronau      | Amt Schönberg | 1822   | 1826   | Landgericht Fürth |
| Lautern     | Amt Schönberg | 1822   | 1826   | Landgericht Fürth |
| Raidelbach  | Amt Schönberg | 1822   | 1826   | Landgericht Fürth |
| Reichenbach | Amt Schönberg | 1822   | 1826   | Landgericht Fürth |
| Rimbach     | Amt Schönberg | 1822   | 1826   | Landgericht Fürth |
| Schönberg   | Amt Schönberg | 1822   | 1826   | Landgericht Fürth |
| Zell        | Amt Schönberg | 1822   | 1826   | Landgericht Fürth |
| Zotzenbach  | Amt Schönberg | 1822   | 1826   | Landgericht Fürth |

### Personal
Einziger Richter des Gerichts war und blieb während der wenigen Jahre seines Bestehens Ludwig Friedrich Gottlieb Gerau.

### Ende
Bereits 1826 wurde dieses kleine Landgericht wieder aufgelöst und seine örtliche Zuständigkeit auf das benachbarte Landgericht Fürth übertragen.